# Politieperskaart
De politieperskaart is een perskaart die wordt uitgegeven door de Stichting Landelijke Politieperskaart, een initiatief van het Overlegorgaan Justitie-Politie-Pers en vier Nederlandse journalistenorganisaties: de Nederlandse Vereniging van Journalisten, de Nederlandse Vereniging van Fotojournalisten, de Buitenlandse Persvereniging en het Nederlands Genootschap van Hoofdredacteuren.
Met behulp van de politieperskaart, soms ook wel afgekort als de PPK, kunnen (foto)journalisten zich toegang verschaffen tot incidenten als ongevallen en branden. Bij de kaart hoort een zogeheten rellenkaart. Deze kaart kan omgehangen worden zodat bij rellen, ontruimingen en dergelijke direct duidelijk is wie bij de pers hoort.
In het geval van een plaats delict, die doorgaans verdeeld is in een eerste (de binnenste) en een tweede ring rond de plaats waar een misdrijf heeft plaatsgevonden, geeft de politieperskaart toegang tot de tweede ring. De binnenste ring blijft verboden gebied, onder andere om het risico op vervuiling of zelfs vernietiging van mogelijke sporen en sporendragers tegen te gaan. 